# بنه‌سرا
بنه‌سرا، روستایی از توابع بخش شاندرمن شهرستان ماسال در استان گیلان ایران است.

## جمعیت
این روستا در دهستان شاندرمن قرار دارد و براساس سرشماری مرکز آمار ایران در سال ۱۳۸۵، جمعیت آن ۸۷ نفر (۲۱خانوار) بوده‌است.